# Arraba (Israel)
Arraba (en hebreo: עראבה) (en árabe: عرابة) es una ciudad del Distrito Norte de Israel. La ciudad fue llamada Garaba en el Talmud de Babilonia.

## Historia
En el siglo XIII, la ciudad fue mencionada por el geógrafo sirio Al-Rumi Yaqout, como Arrabah. La ciudad fue incorporada en 1517 al Imperio Otomano. En 1596, el pueblo de Arraba aparece en el registro de impuestos, su población era de 125 habitantes. En el siglo XVII el pueblo era druso. El explorador francés Victor Guérin, visitó el pueblo en 1870. Entonces  había 900 musulmanes y 100 habitantes griegos. En 1922, la ciudad quedó bajo el gobierno del Mandato Británico de Palestina; con una población de 984 habitantes, 937 musulmanes y 47 cristianos. El 1931, la población aumentó a 1.187 ciudadanos musulmanes y 37 cristianos. El 29 de octubre de 1948, durante la Operación Hiram, la ciudad fue rodeada por el Ejército israelí. La ciudad estuvo bajo la Ley marcial hasta el año 1966.